# Kultura zvonolikih vrčeva
Kultura zvonolikih vrčeva je naziv za više raspršenih skupina kasnoga bakrenog i ranoga brončanog doba (kraj III. i početak II. tisućljeća pr. Kr.) uz koje se vezuje proizvodnja i uporaba karakterističnih keramičkih vrčeva te određeni aspekti rane metalurgije bronce. Te su se zajednice prostirale od sjeverne Afrike na jugu do Škotske na sjeveru, od Španjolske i Portugala na zapadu do Ukrajine na istoku i u većini spomenutih područja iskazivale su se kao suprotnost ranijim, eneolitičkim zajednicama. Iako su nastavale uglavnom plodna poljoprivredna područja, o njihovim se naseljima malo zna jer se keramičko posuđe, koštani i metalni (bakar, zlato, bronca) nakit, oruđe i oružje od reda nalaze kao prilozi u kosturnim grobovima. Kultura zvonolikih vrčeva imala je značajnu ulogu u oblikovanju pojedinih kultura ranoga brončanog doba.